# Forêt vierge (livre)
Pour l’article homonyme, voir Forêt vierge.
Forêt vierge (titre original portugais : A Selva) est un roman de José Maria Ferreira de Castro publié en 1930 et traduit en français en 1938 par Blaise Cendrars.

## Présentation
José Maria Ferreira de Castro a fait l'expérience des « seringueros », les ouvriers des exploitations d'hévéa, à l'époque de la fièvre du caoutchouc au Brésil, au début du XXe siècle. De retour au Portugal, il tire de ses souvenirs plusieurs livres, dont A Selva. Stefan Zweig, séduit par ce témoignage unique, le propose à la traduction en français. L'éditeur Grasset le fait traduire par Blaise Cendrars.
Cet ouvrage demeure considéré comme l’œuvre majeure de son auteur.

## Résumé
En Amazonie, Alberto, 26 ans, Portugais insurgé exilé à Belém do Pará, remonte l'Amazone, exploré par ses compatriotes à partir du XVIIe siècle. Il arrive à la plantation du Paradis et découvre la forêt vierge. Des sentiers donnent accès aux hévéas où il va récolter le latex. Il y a plusieurs camps. Le latex est fumé dans un local spécial. Certains assouvissent leurs désirs avec la jument. Ils pêchent dans l'eau des crues qui durent plusieurs mois[pas clair]. Son rendement étant trop bas, il est transféré au magasin central. Après les inondations, les sols donnent deux récoltes par an mais les fourmis les anéantissent souvent. Le comptable tue un jaguar. À la décrue, les pêcheurs tuent les tortues avec leurs flèches tirées en l'air. Sa mère lui écrit qu'il est amnistié et lui envoie de l'argent. Procopio est tué par les Indiens et Manduca en tue deux. Des Japonais viennent pour faire des plantations. Un récolteur brûle la case du chef qui y meurt. Albert se dit qu'il ne pourra pas reprendre ses études d'avocat après cette expérience.

## Adaptation
- A Selva (pt), film porto-hispano-brésilien de Leonel Vieira (en), sorti en 2002.